# Rhondda Cynon Taf
Rhondda Cynon Taf – hrabstwo miejskie w południowej Walii, obejmujące doliny rzek Rhondda, Cynon, Taff (Taf) i Ely. Od wschodu graniczy z hrabstwami miejskimi Merthyr Tydfil i Caerphilly, od południa z miastem Cardiff i hrabstwem miejskim Vale of Glamorgan, od zachodu z hrabstwami miejskimi Bridgend i Neath Port Talbot a od północy z hrabstwem Powys.

## Miejscowości
Na terenie hrabstwa znajdują się następujące miejscowości (w nawiasach liczba ludności w 2011):

- Pontypridd (30 457)
- Aberdare (29 748)
- Tonypandy (17 789)
- Porth (14 648)
- Church Village (13 783)
- Rhondda (13 333)
- Llantrisant (13 264)
- Mountain Ash (11 230)
- Tonyrefail (9317)
- Beddau (8236)
- Treorchy (7694)
- Ferndale (7338)
- Hirwaun (7247)
- Brynna (6686)
- Abercynon (5983)
- Taff′s Well (5567)
- Treherbert (5440)
- Glyncoch (4020)
- Tylorstown (3641)
- Ynysybwl (3503)
- Llanharry (3035)
- Hendreforgan (2475)
- Gilfach Goch (1920)
- Fernhill (1387)
- Efail Isaf (1258)
- Brynsadler (1158)
- Rhigos (718)
- Groes-faen (685)
- Ynysmaerdy (205)